# Opération de Péan-Segond
L’opération de Péan-Segond est un procédé de traitement chirurgical des suppurations pelviennes par hystérectomie vaginale.

## Historique
Jules Péan est le premier, en 1887, à avoir appliqué l’hystérectomie vaginale au traitement des suppurations pelviennes. Paul Segond a suivi son exemple à partir de 1891. Il a perfectionné et vulgarisé cette méthode pour traiter les abcès péri-utérins multiples très étendus. Elle est restée longtemps pratiquée dans tous les cas de contre-indication de la laparotomie avec ablation bilatérale des annexes utérines.
En 1900, Segond avait publié deux cents observations d’hystérectomie vaginale pratiquée pour des lésions annexielles bilatérales et, sur ce nombre, il avait obtenu cent quatre-vingt-six guérisons.
Trois avantages au moins du procédé de Péan-Segond ont été mis en avant par ses auteurs. Limitée aux annexes, l’intervention par la voie abdominale laisse en place la matrice, qui est la cause première de l’infection et dont les lésions suppurantes provoquent de toute façon la stérilité. D’autre part, la simple évacuation vaginale expose le péritoine et ouvre l’abcès dans le rectum ou le vagin, et tous les procédés qui permettent d’atteindre le pus dans le pelvis, que ce soit par voie vaginale, rectale, sacro-coccygienne, périnéale ou péritonéale, sont plus difficiles à mettre en œuvre et plus dangereux et seule l’incision vaginale, qui laisse intact le péritoine, peut être recommandée lorsque la collection purulente est facilement accessible. Enfin, l’hystérectomie vaginale évite la cicatrice abdominale et tout risque d’éventration.

## Remarque
L'opération de Péan-Segond, hystérectomie par voie vaginale, est fréquemment et indûment nommée « opération de Péan ». Cette dernière expression doit être réservée à une autre procédé, certes également pratiqué pour la première fois par Péan, mais qui concerne la chirurgie de l'ulcère gastrique : la gastrectomie partielle avec anastomose gastroduodénale.